# زنده‌باد…
زنده باد … فیلمی به کارگردانی و نویسندگی خسرو سینایی ساختهٔ سال ۱۳۵۸ است.
سینایی فیلم «زنده باد» را در آغاز انقلاب ساخت برای این که ایران در آن سال‌ها سینمای مستقل و معتبری داشته باشد. زنده باد اولین فیلم (بعد از انقلاب) بود که در یک جشنوارهٔ الف بین‌المللی یعنی جشنوارهٔ کارلووی واری در سال ۱۹۸۰ جایزه گرفت.

## خلاصه داستان
در دوران انقلاب اسلامی مهندسی به نام محمود، که از دخالت در سیاست گریزان است، برای خرید مایحتاج روزانه از خانه بیرون رفته‌است. خیابان‌ها و کوچه‌ها شلوغ است. در غیبت او جوانی که از سازمان دهندگان تظاهرات و تحت تعقیب مأموران است به خانهٔ او پناه می‌برد. به دنبال او محمود وارد خانه می‌شود. محمود نخست از جوان می‌خواهد که خانه را ترک کند، اما تحت تأثیر او قرار می‌گیرد، و حاضر می‌شود با مأموران امنیتی و نظامی مقابله کند. زمانی که جوان خانه را ترک می‌کند، هدف گلوله قرار می‌گیرد. محمود فریاد کنان به دنبال او از خانه خارج می‌شود و با گلوله مأموران از پا در می‌آید و در کنار جسد جوان به زمین می‌افتد.

## بازیگران
- ثریا قاسمی
- مهدی هاشمی
- غلامرضا طباطبایی
- اسماعیل محمدی
- رقیه چهره‌آزاد
- احمد کاشانی
- بهرام یازرلو
- جاماسب فره‌وشی
- یاسمین سینایی
- سمیرا سینایی